# Les Avants
Les Avants – wieś w zachodniej Szwajcarii (francuskojęzycznej), zlokalizowana w kantonie Vaud i gminie Montreux, na wysokości 1000 m n.p.m..
Les Avants to jedna z najstarszych stacji narciarskich w Szwajcarii. W XIX w. zamożna rodzina Dufour wybudowała tam pierwsze hotele co przyczyniło się do rozwoju turystyki. Lepszy dostęp do stacji umożliwiła budowa tunelu Jaman w 1905 r., który stanowi połączenie kolejowe z Pays d'Enhaut. Nowoczesny, jak na początek XIX w., pociąg elektryczny (pokonywał strome odcinki bez dodatkowej szyny zębatej) przyciągnął do stacji rzesze angielskich turystów. Wkrótce wybudowano lodowisko oraz jeden z pierwszych szwajcarskich torów bobslejowych, który służy również jako zjeżdżalnia saneczkarska. Od 1910 r. do dziś działa kolej linowo-terenowa Sonloup – Les Avants (posiada zabytkowe wagony oraz maszynerię), umożliwiająca saneczkarzom szybki powrót na górę.

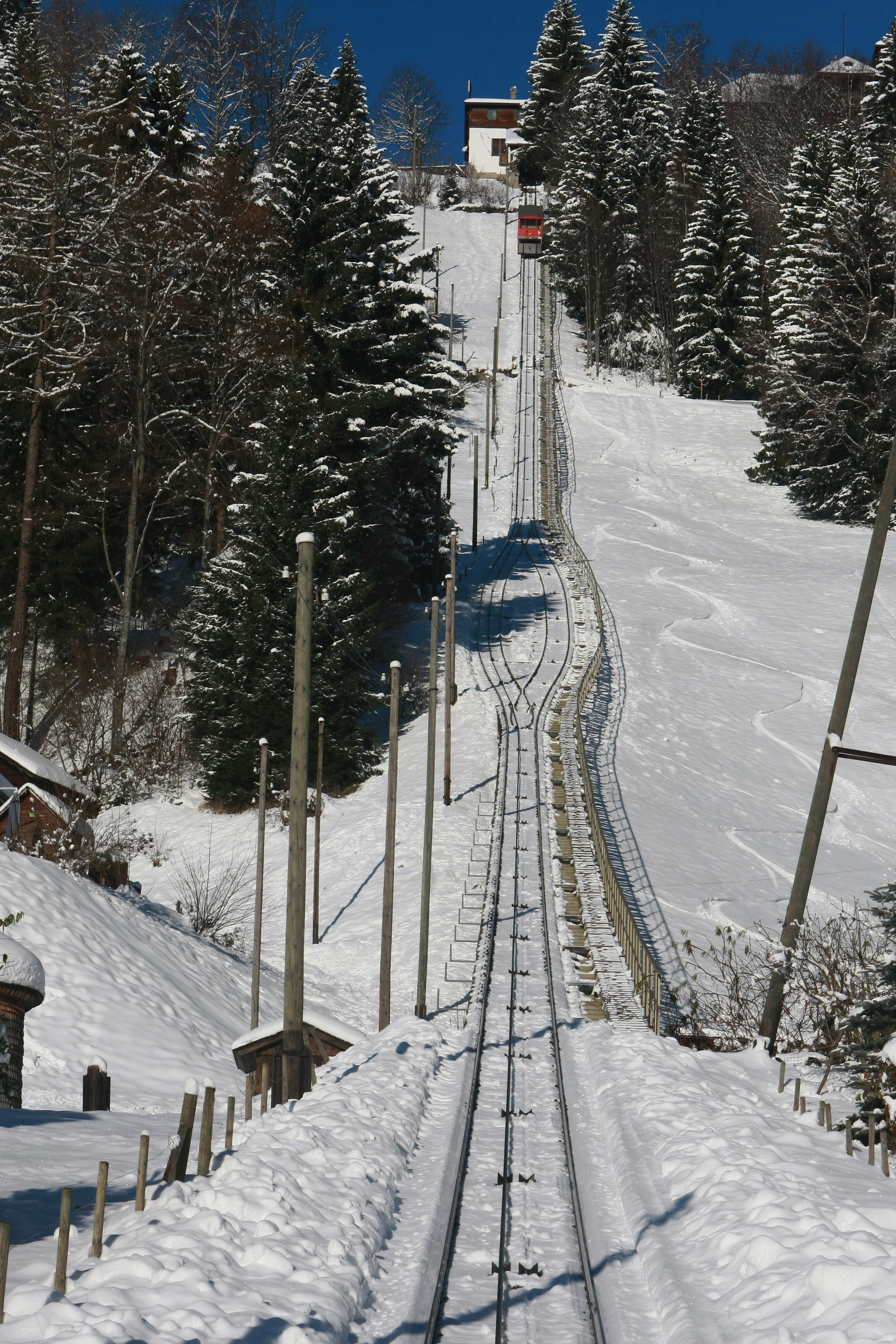
Kolej linowo-terenowa Sonlup – Les Avants

I wojna światowa oraz kryzys z 1929 r. zatrzymały rozwój turystyki, a wielkie hotele powoli zamykano. Mieszczący się naprzeciwko stacji kolejowej okazały Hotel Jaman wybudowany w stylu belle époque został przekształcony w szkołę z internatem dla angielskich dziewcząt, a obecnie mieści się tam katolicka szkoła Le Châtelard. Po II wojnie światowej wróciła moda na sporty zimowe, jednak liczne instalacje narciarskie wybudowane w Szwajcarii wygrywały walkę o turystów nie pozwalając Les Avants na odzyskanie dawnej popularności. Ernest Hemingway, który w 1922 r. spędził kilka miesięcy w «Pension de la Forêt» u podnóża Les Avants opisał swoje wrażenia z jazdy sankami na kartach powieści Pożegnanie z bronią.
Obecnie od 15 grudnia do 15 marca każdego roku – jeżeli tylko opady śniegu na to pozwalają – droga prowadząca z Les Avants do Sonloup jest zamykana dla ruchu drogowego (z wyłączeniem mieszkańców) i staje się torem saneczkarskim o długości 2,5 km. Na górę wjeżdża się kolejką linowo-terenową, na którą można wykupić abonament, a także wypożyczyć sanki.